# Eropterus taiwanus
Eropterus taiwanus is een keversoort uit de familie netschildkevers (Lycidae). De wetenschappelijke naam van de soort werd in 1992 gepubliceerd door Matsuda.